# Urfa
Urfa, tên chính thức là Şanlıurfa hay "Urfa vinh quang" (tiếng Syriac: Orhay, tiếng Thổ Nhĩ Kỳ: Urfa, Tiếng Ả Rập: ar-Rûha, thời Cổ đại Hy-La có tên là Edessa) là một thành phố tự trị (büyük şehir) và là thủ phủ của tỉnh cùng tên ở đông nam Anatolia, Thổ Nhĩ Kỳ. Với diện tích 19.451 km², dân số thời điểm năm 2014 là 1.845.667 người, đây là đơn vị hành chính cấp tỉnh lớn thứ 7 và thành phố đông dân thứ 9 tại Thổ Nhĩ Kỳ. Thành phố có sân bay Şanlıurfa.

## Hành chính
Thành phố này tiếp giáp:
- Adıyaman về phía bắc;
- Syria về phía nam;

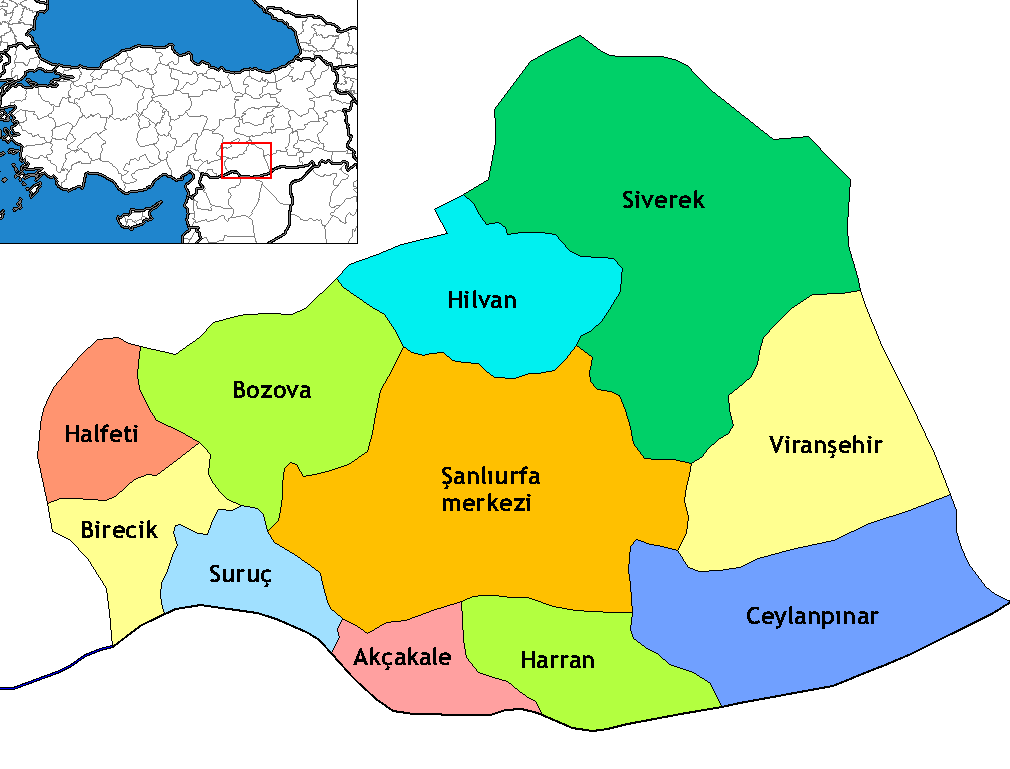
Bản đồ hành chính của thành phố Şanlıurfa trước 2012

- Mardin và Diyarbakır về phía đông;
- Gaziantep về phía tây;

Trước năm 2012, trung tâm tỉnh Şanlıurfa trước đây là thành phố tỉnh lỵ (merkez ilçesi) Şanlıurfa. Năm 2012, Thổ Nhĩ Kỳ thông qua luật công nhận các tỉnh có dân số trên 750.000 người là những thành phố tự trị (büyükşehir belediyeleri). Theo đó, thành phố tỉnh lỵ Şanlıurfa cũ được giải thể để thành lập các huyện mới là Eyyübiye, Haliliye và Karaköprü. Hiện tại, thành phố Şanlıurfa được chia thành 13 huyện hành chính:
- Akçakale
- Birecik
- Bozova
- Ceylanpınar
- Eyyübiye
- Halfeti
- Haliliye
- Harran
- Hilvan
- Karaköprü
- Siverek
- Suruç
- Viranşehir

## Khí hậu
| Dữ liệu khí hậu của Urfa                           | Dữ liệu khí hậu của Urfa | Dữ liệu khí hậu của Urfa | Dữ liệu khí hậu của Urfa | Dữ liệu khí hậu của Urfa | Dữ liệu khí hậu của Urfa | Dữ liệu khí hậu của Urfa | Dữ liệu khí hậu của Urfa | Dữ liệu khí hậu của Urfa | Dữ liệu khí hậu của Urfa | Dữ liệu khí hậu của Urfa | Dữ liệu khí hậu của Urfa | Dữ liệu khí hậu của Urfa | Dữ liệu khí hậu của Urfa |
| Tháng                                              | 1                        | 2                        | 3                        | 4                        | 5                        | 6                        | 7                        | 8                        | 9                        | 10                       | 11                       | 12                       | Năm                      |
| -------------------------------------------------- | ------------------------ | ------------------------ | ------------------------ | ------------------------ | ------------------------ | ------------------------ | ------------------------ | ------------------------ | ------------------------ | ------------------------ | ------------------------ | ------------------------ | ------------------------ |
| Cao kỉ lục °C (°F)                                 | 21.6 (70.9)              | 25.5 (77.9)              | 29.5 (85.1)              | 36.4 (97.5)              | 40.3 (104.5)             | 44.1 (111.4)             | 46.8 (116.2)             | 46.2 (115.2)             | 43.9 (111.0)             | 37.8 (100.0)             | 30.8 (87.4)              | 26.0 (78.8)              | 46.8 (116.2)             |
| Trung bình ngày tối đa °C (°F)                     | 10.6 (51.1)              | 12.5 (54.5)              | 17.5 (63.5)              | 23.1 (73.6)              | 29.6 (85.3)              | 35.7 (96.3)              | 39.5 (103.1)             | 39.0 (102.2)             | 34.5 (94.1)              | 27.7 (81.9)              | 18.9 (66.0)              | 12.4 (54.3)              | 25.1 (77.2)              |
| Trung bình ngày °C (°F)                            | 6.2 (43.2)               | 7.5 (45.5)               | 11.8 (53.2)              | 16.8 (62.2)              | 22.8 (73.0)              | 28.8 (83.8)              | 32.6 (90.7)              | 32.0 (89.6)              | 27.4 (81.3)              | 21.2 (70.2)              | 13.1 (55.6)              | 7.9 (46.2)               | 19.0 (66.2)              |
| Tối thiểu trung bình ngày °C (°F)                  | 3.0 (37.4)               | 3.6 (38.5)               | 7.0 (44.6)               | 11.3 (52.3)              | 16.6 (61.9)              | 21.9 (71.4)              | 25.4 (77.7)              | 25.0 (77.0)              | 20.8 (69.4)              | 15.8 (60.4)              | 8.9 (48.0)               | 4.8 (40.6)               | 13.7 (56.7)              |
| Thấp kỉ lục °C (°F)                                | −10.6 (12.9)             | −12.4 (9.7)              | −7.3 (18.9)              | −3.2 (26.2)              | 2.5 (36.5)               | 8.3 (46.9)               | 15.0 (59.0)              | 16.0 (60.8)              | 10.0 (50.0)              | 1.9 (35.4)               | −6.0 (21.2)              | −6.4 (20.5)              | −12.4 (9.7)              |
| Lượng Giáng thủy trung bình mm (inches)            | 81.0 (3.19)              | 66.3 (2.61)              | 57.9 (2.28)              | 44.7 (1.76)              | 26.2 (1.03)              | 5.8 (0.23)               | 2.0 (0.08)               | 4.0 (0.16)               | 8.1 (0.32)               | 24.6 (0.97)              | 51.2 (2.02)              | 78.7 (3.10)              | 450.5 (17.74)            |
| Số ngày mưa trung bình                             | 11.73                    | 10.40                    | 10.27                    | 9.40                     | 7.77                     | 1.77                     | 0.43                     | 0.33                     | 1.47                     | 5.73                     | 7.17                     | 10.87                    | 77.3                     |
| Độ ẩm tương đối trung bình (%)                     | 74                       | 72                       | 61                       | 51                       | 43                       | 27                       | 22                       | 24                       | 28                       | 43                       | 57                       | 72                       | 48                       |
| Số giờ nắng trung bình tháng                       | 117.8                    | 135.6                    | 189.1                    | 225.0                    | 288.3                    | 345.0                    | 359.6                    | 325.5                    | 276.0                    | 220.1                    | 159.0                    | 108.5                    | 2.749,5                  |
| Số giờ nắng trung bình ngày                        | 3.8                      | 4.8                      | 6.1                      | 7.5                      | 9.3                      | 11.5                     | 11.6                     | 10.5                     | 9.2                      | 7.1                      | 5.3                      | 3.5                      | 7.5                      |
| Nguồn 1: Devlet Meteoroloji İşleri Genel Müdürlüğü |                          |                          |                          |                          |                          |                          |                          |                          |                          |                          |                          |                          |                          |
| Nguồn 2: Weatherbase                               |                          |                          |                          |                          |                          |                          |                          |                          |                          |                          |                          |                          |                          |